# Hedögonlöpare
Hedögonlöpare (Notiophilus aquaticus) är en skalbaggsart som beskrevs av Linnaeus. Hedögonlöpare ingår i släktet Notiophilus och familjen jordlöpare. Arten är reproducerande i Sverige. Inga underarter finns listade i Catalogue of Life.

## Bildgalleri

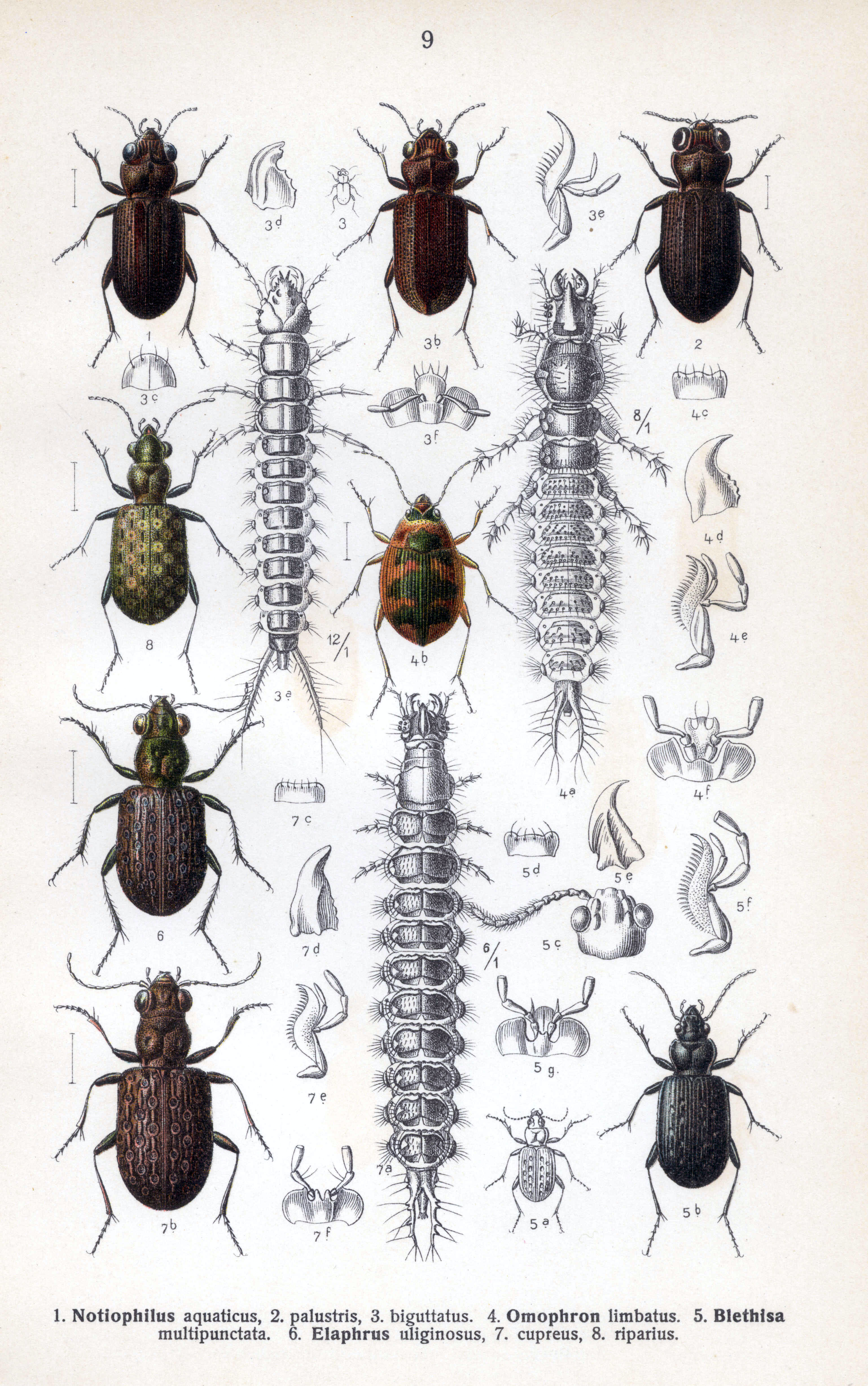